# Piłka siatkowa na Letnich Igrzyskach Olimpijskich 1968
Turniej olimpijski w piłce siatkowej rozegrany podczas XIX Letnich Igrzysk Olimpijskich w Meksyku był drugim w historii igrzysk olimpijskich zmaganiem w halowej odmianie tej dyscypliny sportu. Rywalizacja toczyła się zarówno u kobiet, jak i u mężczyzn, a przystąpiło do niej 10 zespołów męskich i 8 zespołów żeńskich. Wszystkie turnieje zostały przeprowadzone systemem kołowym.

## Medaliści
| Konkurencja      | Konkurencja | złoto | srebro | brąz |
| ---------------- | ----------- | --- | --- | --- |
| Siatkówka halowa | mężczyźni   | ZSRR Eduard Sibiriakow Jurij Pojarkow Gieorgij Mondzolewski Walerij Krawczenko Wołodymyr Bielajew Jewgienij Łapinski Iwan Bugajenkow Oleg Antropow Vasilijus Matuševas Wiktor Michalczuk Borys Tereszczuk Wołodymyr Iwanow | Japonia Masayuki Minami Katsutoshi Nekoda Mamoru Shiragami Isao Koizumi Kenji Kimura Yasuaki Mitsumori Naohiro Ikeda Jungo Morita Tadayoshi Yokota Seiji Oko Tetsuo Satō Kenji Shimaoka | Czechosłowacja Bohumil Golian Antonín Procházka Petr Kop Jiří Svoboda Josef Musil Lubomír Zajíček Josef Smolka Vladimír Petlák František Sokol Zdeněk Groessl Pavel Schenk Drahomír Koudelka                                   |
| Siatkówka halowa | kobiety     | ZSRR Ludmiła Bułdakowa Ludmiła Michajłowska Tatjana Veinberga Wiera Łantratowa Wiera Gałuszka Tatjana Saryczewa Tatjana Poniajewa Nina Smolejewa Inna Ryskal Galina Leontiewa Roza Salichowa Walentina Winogradowa         | Japonia Setsuko Yoshida Suzue Takayama Toyoko Iwahara Yōko Kasahara Aiko Onozawa Yukiyo Kojima Sachiko Fukunaka Kunie Shishikura Setsuko Inoue Sumie Oinuma Makiko Furukawa Keiko Hama  | Polska Elżbieta Porzec Zofia Szcześniewska Wanda Wiecha Barbara Hermel-Niemczyk Krystyna Ostromęcka Krystyna Krupa Jadwiga Książek Józefa Ledwig Krystyna Jakubowska Lidia Chmielnicka Krystyna Czajkowska Halina Aszkiełowicz |

## Tabela medalowa
| Miejsce | Państwo        | złoto | srebro | brąz | Razem |
| ------- | -------------- | ----- | ------ | ---- | ----- |
| 1.      | ZSRR           | 2     | 0      | 0    | 2     |
| 2.      | Japonia        | 0     | 2      | 0    | 2     |
| 3.      | Czechosłowacja | 0     | 0      | 1    | 1     |
| 3.      | Polska         | 0     | 0      | 1    | 1     |